# Antiblemma rufinans
Antiblemma rufinans là một loài bướm đêm thuộc họ Erebidae. Nó được tìm thấy ở dry, sandy woodlands, barrens, và scrub forests of miền nam Florida Plain. Hiện nó cũng hiện diện ở Nam Mỹ, Cuba và Jamaica.
Ấu trùng ăn các loài Live cây sồi.